# Pantherinae

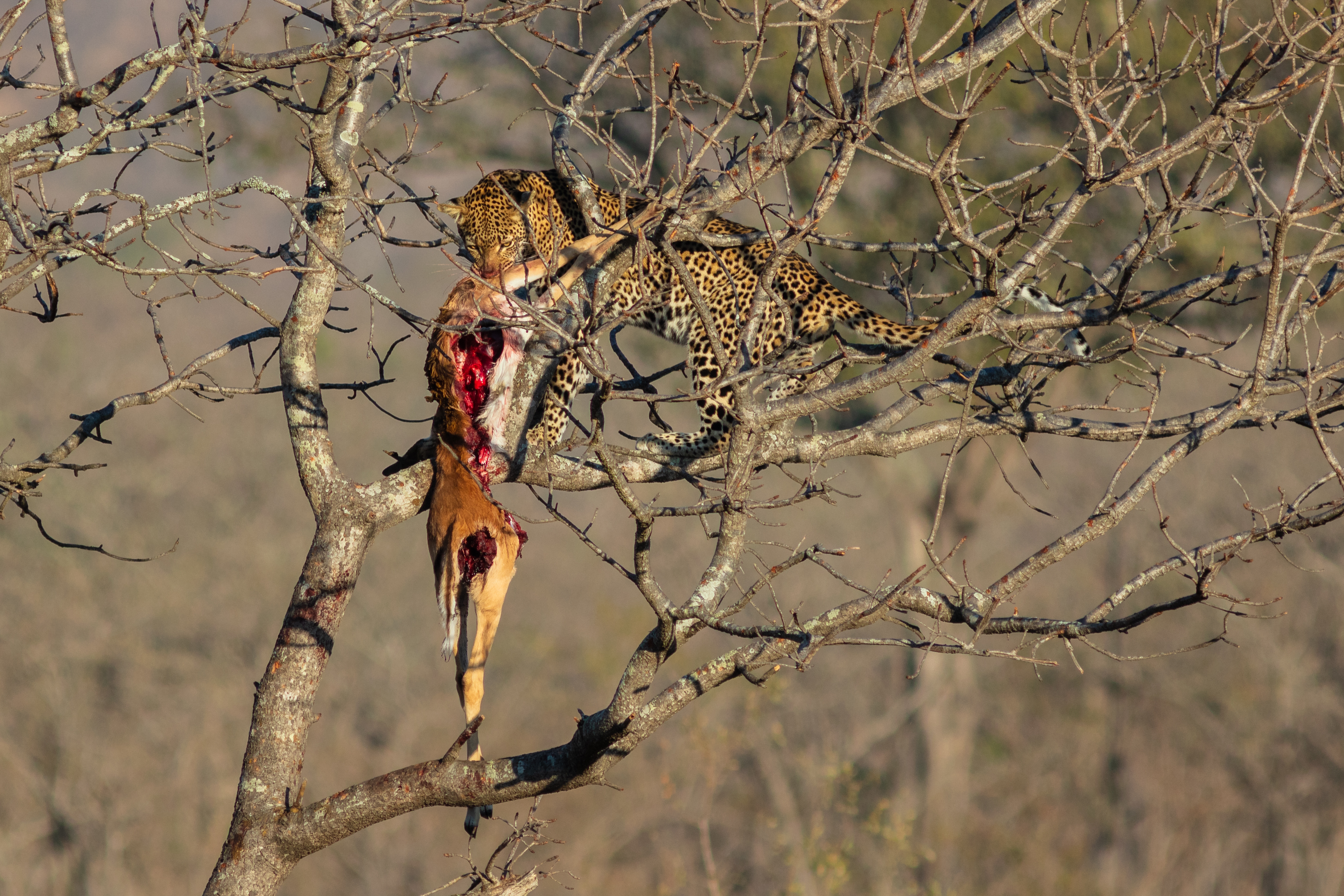
Leopardo (Panthera pardus) devorando un antílope, parque nacional Kruger, Sudáfrica.

Los panterinos (Pantherinae) son una subfamilia de mamíferos carnívoros de la familia de los félidos. Incluye seis o siete especies clasificadas en dos o tres géneros distintos aunque esto se encuentra en revisión mediante estudios genéticos.
Los panterinos se diferencian del resto de los félidos por la ausencia de osificación total en la garganta, característica que les permite rugir. Asimismo, suelen tener un tamaño mucho mayor que el del resto de félidos y una musculatura y fuerza más desarrolladas, ya que se tratan en su mayoría de los depredadores dominantes en sus hábitats. Salvo el león, todos son animales predominantemente solitarios.
Los orígenes evolutivos de los panterinos se encuentran en el continente asiático. Los fósiles más antiguos conocidos están adscritos a Panthera blytheae, de finales del Mioceno o principios del Plioceno del Himalaya, y tienen una edad de 6 millones de años. Los primeros panterinos, eran félidos de tamaño y aspectos similares a los de un gato doméstico, provisto de cara y cola largas, patas cortas y hábitos tanto arborícolas como terrestres. Su cuerpo estaba recubierto por diferentes clases de manchas que recuerdan a las de la pantera nebulosa (Neofelis nebulosa), el irbis o pantera de las nieves (Panthera uncia) y el leopardo (Panthera pardus). Se cree que los primeros panterinos, que también vivían en hábitats boscosos, poseían un pelaje densamente manchado con el fin de camuflarse con el medio y capturar más fácilmente sus presas. Estas manchas se han perdido hoy en día en el león (aunque sobreviven en sus cachorros, difuminándose más tarde) y el tigre (Panthera tigris), donde se han unido para originar las características rayas de este animal.
De acuerdo con evidencias genéticas y moleculares, se cree que tras la línea del gato jaspeado se independizaron de forma separada las de la pantera nebulosa (fruto de una adaptación más marcada a la vida arborícola) y el leopardo de las nieves (debido a la colonización de las montañas de Asia Central). El género Panthera, representado originalmente por animales de talla similar a la de un leopardo, se originó a finales del Plioceno en Asia oriental y poco después colonizó África. En el primer lugar evolucionaron los tigres, mientras que en el segundo se originaron posteriormente los antepasados de leones y leopardos. Estos dos últimos animales se expandieron a comienzos del Pleistoceno por Eurasia y colonizaron en distintos momentos América a través del puente de tierra que unía periódicamente Siberia y Alaska. Fue en el primero de estos procesos migratorios, hace poco más de un millón de años, cuando se independizó la línea evolutiva del jaguar (Panthera onca) de la de su más próximo pariente vivo, el leopardo, pues los jaguares están más estrechamente relacionados con la extinta Panthera atrox. Todas las especies actuales de panterinos están amenazadas en mayor o menor medida por la actividad humana y han desaparecido de varias áreas donde antaño eran abundantes.

## Géneros y especies
- Género Panthera
  - Panthera leo - león
  - Panthera onca - jaguar
  - Panthera pardus - leopardo
  - Panthera tigris - tigre
  - Panthera uncia - leopardo de las nieves
- Género Neofelis
  - Neofelis nebulosa - pantera nebulosa
  - Neofelis diardi - pantera nebulosa de Borneo

## Filogenia
De acuerdo con distintas investigaciones, el siguiente es el árbol filogenético de la subfamilia Pantherinae:
|  | Neofelis nebulosa - pantera nebulosa         |
|  |                                              |
|  | Neofelis diardi - pantera nebulosa de Borneo |
|  |                                              |

|  | Panthera tigris - tigre                 |
|  |                                         |
|  | Panthera uncia - leopardo de las nieves |
|  |                                         |

|  | Panthera leo - león                                                                   |
|  |                                                                                       |
|  | \| \| Panthera onca - jaguar \| \| \| \| \| \| Panthera pardus - leopardo \| \| \| \| |
|  |                                                                                       |
|  | Panthera onca - jaguar                                                                |
|  |                                                                                       |
|  | Panthera pardus - leopardo                                                            |
|  |                                                                                       |

|  | Panthera onca - jaguar     |
|  |                            |
|  | Panthera pardus - leopardo |
|  |                            |

|  | Panthera tigris - tigre                 |
|  |                                         |
|  | Panthera uncia - leopardo de las nieves |
|  |                                         |

|  | Panthera leo - león                                                                   |
|  |                                                                                       |
|  | \| \| Panthera onca - jaguar \| \| \| \| \| \| Panthera pardus - leopardo \| \| \| \| |
|  |                                                                                       |
|  | Panthera onca - jaguar                                                                |
|  |                                                                                       |
|  | Panthera pardus - leopardo                                                            |
|  |                                                                                       |

|  | Panthera onca - jaguar     |
|  |                            |
|  | Panthera pardus - leopardo |
|  |                            |

|  | Neofelis nebulosa - pantera nebulosa         |
|  |                                              |
|  | Neofelis diardi - pantera nebulosa de Borneo |
|  |                                              |

|  | Panthera tigris - tigre                 |
|  |                                         |
|  | Panthera uncia - leopardo de las nieves |
|  |                                         |

|  | Panthera leo - león                                                                   |
|  |                                                                                       |
|  | \| \| Panthera onca - jaguar \| \| \| \| \| \| Panthera pardus - leopardo \| \| \| \| |
|  |                                                                                       |
|  | Panthera onca - jaguar                                                                |
|  |                                                                                       |
|  | Panthera pardus - leopardo                                                            |
|  |                                                                                       |

|  | Panthera onca - jaguar     |
|  |                            |
|  | Panthera pardus - leopardo |
|  |                            |

|  | Panthera tigris - tigre                 |
|  |                                         |
|  | Panthera uncia - leopardo de las nieves |
|  |                                         |

|  | Panthera leo - león                                                                   |
|  |                                                                                       |
|  | \| \| Panthera onca - jaguar \| \| \| \| \| \| Panthera pardus - leopardo \| \| \| \| |
|  |                                                                                       |
|  | Panthera onca - jaguar                                                                |
|  |                                                                                       |
|  | Panthera pardus - leopardo                                                            |
|  |                                                                                       |

|  | Panthera onca - jaguar     |
|  |                            |
|  | Panthera pardus - leopardo |
|  |                            |